# Calvin Kattar
Calvin Kattar (født 26. marts 1988 i Methuen i Massachusetts i USA) er en amerikansk MMA-udøver, der konkurrerer i featherweight-divisonen i Ultimate Fighting Championship (UFC). Han har været professionel kæmper siden 2007 og har tidligere konkurreret i EliteXC. Pr.  2. februar 2019 er han rangeret som # 15 på den officielle UFC featherweight-rangliste. 

## Baggrund
Kattar var en fremtrædende bryder på Methuen High School.  Han fortsatte med at opnå en grad på Middlesex Community College.

## MMA-karriere
Kattar vandt otte kampe i træk og var ubesejret i over syv år af sin UFC-karriere. 

### Ultimate Fighting Championship
Kattar fik sin UFC-debut hvor han erstattede Doo Ho Choi mod Andre Fili den 29. juli 2017 på UFC 214.  Kattar vandt kampen via enstemmig afgørelse. 
Kattar mødte den ubesejrede kæmper Shane Burgos den 20. januar 2018 på UFC 220.  Kattar vandt kampen via teknisk knock out i 3. omgang.  Kampen blev tildelt Fight of the Night-bonusprisen . 
Kattar mødte Renato Moicano den 7. april 2018 på UFC 223.  Han tabte kampen via enstemmig afgørelse. 
Kattar mødte organisationens nykommer Chris Fishgold den 27. oktober 2018 på UFC Fight Night 138.  Han vandt kampen via teknisk knockout i første omgang.  Efter kampen fik Kattar sin første fire-kamps kontrakt med UFC. 
Kattar mødte Ricardo Lamas på UFC 238 den 8. juni 2019.  Han vandt kampen via knockout i første omgang. 

## Titler og præstationer

### MMA
- Ultimate Fighting Championship
  - Fight of the Night (1 gang) vs Shane Burgos

## MMA-rekordliste
| Professionel rekordliste |          |            |
| 23 Kampe                 | 20 sejre | 3 nederlag |
| Ved knockout             | 9        | 0          |
| Ved submission           | 3        | 1          |
| Ved afgørelse            | 8        | 2          |